# Hemaris staudingeri
Hemaris staudingeri är en fjärilsart som beskrevs av John Henry Leech 1890. Hemaris staudingeri ingår i släktet Hemaris och familjen svärmare, Sphingidae. Inga underarter finns listade i Catalogue of Life eller i The Global Lepidoptera Names Index (LepIndex), Natural History Museum.